# Columbia gleccser (Washington)
A Columbia-gleccser USA területén található Washington államban. 1432 méterről emelkedik 1706 méter magasra a tenger fölé. A Columbia-csúcs a Monte Cristo-csúcs és a Kyes-csúcs mellett helyezkedik el. A Blanca-tavat és a Skykomish folyót táplálja. A gleccser 1979 és 2004 között 85 métert húzódott vissza. A jégtömeg csökkenése jelenleg is tart.